# Target (film, 2011)
Pour les articles homonymes, voir Target.
Pour plus de détails, voir Fiche technique et Distribution.
Target (titre original russe : Мишень, transcription Mishen) est un film dramatique russe coécrit et réalisé par Alexander Zeldovich et sorti en 2011. 
Le film contient des éléments de science-fiction et traite du rêve de la jeunesse éternelle. Des discours philosophiques sont intégrés à l'intrigue.
La production est sortie en 2011 dans le cadre de la Berlinale.

## Synopsis
Le film se déroule dans une Russie futuriste. 
Le couple composé du ministre des Ressources naturelles, Wiktor, qui se fait appeler le tsar des montagnes, et de sa femme Soja a perdu sa passion. Ils se rendent dans les montagnes de l'Altaï, où des rumeurs circulent selon lesquelles depuis l'époque de l'URSS, il existe un complexe astrophysique - un stockage de particules cosmiques. Les habitants l'appellent plus simplement la « cible ». Quiconque passe du temps au centre de la cible retrouve la jeunesse et la netteté des sentiments - ou plutôt, le rajeunissement externe ne se produira pas, mais le corps humain cessera de vieillir et redeviendra fort.
Leur frère et beau-frère Mitja, présentateur de télévision à succès ainsi que le policier et jockey Nikolaj se dirigent aussi vers le complexe astrophysique abandonné dans les steppes asiatiques. Dans un endroit éloigné appelé « établissement urbain de Type B », ils rencontrent Taja et Anna qui se dirigent vers le centre de recherche et atteignent l'état de jeunesse éternelle.
Les protagonistes subissent une brutalisation croissante de leurs personnages au fur et à mesure que l'histoire progresse. Wiktor essaie en vain de raviver sa relation avec sa femme Soja, projette plutôt ses émotions sur Taja et vit un changement personnel qui comprend la violence, l'abus de pouvoir et l'alcool. Soja est attirée par Nikolaj. Elle l'accompagne dans une opération de police. Les deux glissent dans une spirale de violence et de passion. Les modérations télévisuelles de Mitja deviennent de plus en plus provocantes. Après avoir laissé les candidats boire son propre sang, il perd son emploi. Taja a arrêté son processus de vieillissement 30 ans plus tôt et retrouve son ancien partenaire.

## Fiche technique
- Titre original : Мишень (Mishen)
- Titre français : Target
- Réalisation : Alexander Zeldovich
- Scénario : Alexander Zeldovich, Vladimir Sorokine
- Photographie : Aleksandr Ilkhovskiy
- Montage : Neil Farrell, Andrey Nazarov
- Musique : Leonid Desyatnikov
- Pays de production : Russie
- Langue originale : russe
- Format : couleur
- Genre : drame
- Durée : 158 minutes
- Dates de sortie :
  - Allemagne : Février 2011 (Berlin International Film Festival)

## Distribution
- Maksim Sukhanov (en) : Victor
- Justine Waddell : Zoe
- Vitali Kichtchenko : Nikolay
- Danila Kozlovski : Mitya
- Daniela Stoyanovich (ru) : Anna
- Nina Loshchinina (ru) : Taya
- Aleksandra Bogdanova : Olya
- Anton Khabarov : Andrey
- Evgeniy Knyazev : Culinary politician
- Natalya Kolyakanova :
- Vitaliy Mikhaltsov : Al Faed
- Svetlana Novikova :
- Alyona Pol'kina : Inga
- Oleg Yagodin : Tai's fiance
- Igor Zolotovitskiy : Cooking show producer

## Critique
La chaîne de télévision 3sat commente « Dans Target – Die Zone ewiger Jugend, Alexandr Zeldovich dresse le portrait d'un avenir apparemment idéal. Dans la déconstruction de cette illusion, il en montre aussi le prix : une société radicale de consommation et de contrôle aux traits fascistes ».

## Récompenses (sélection)
La production a reçu plusieurs nominations internationales et a remporté en 2012 le prix Nika Russian Film de la meilleure musique. 